# دونالدسونفيل
دونالدسونفيل (لويزيانا) (بالإنجليزية: Donaldsonville, Louisiana)‏ هي مدينة تقع في الولايات المتحدة في لويزيانا. يقدر عدد سكانها بـ 7,436 نسمة .

## التركيبة السكانية
حدّد مكتب تعداد الولايات المتحدة بيانات التركيبة السكانية لدونالدسونفيل في تعداد الولايات المتحدة. في ما يلي، التركيبة السكانية حسب تعدادي 2000 و2010.

### تعداد عام 2000
بلغ عدد سكان دونالدسونفيل 7,605 نسمة بحسب تعداد عام 2000، وبلغ عدد الأسر 2,656 أسرة وعدد العائلات 1,947 عائلة مقيمة في المدينة. في حين سجلت الكثافة السكانية 772.9 نسمة لكل كيلومتر مربع (2,001.8/ميل2). وبلغ عدد الوحدات السكنية 2,948 وحدة بمتوسط كثافة قدره 299.6 لكل كيلومتر مربع (776.0/ميل2).
وتوزع التركيب العرقي للمدينة بنسبة 29.82% من البيض و69.13% من الأمريكيين الأفارقة و0.12% من الأمريكيين الأصليين و0.12% من الأمريكيين ذوي الأصول الآسيوية و0.37% من الأعراق الأخرى و0.45% من عرقين مختلطين أو أكثر و1.10% من الهسبانيون أو اللاتينيون من أي عرق.
بلغ عدد الأسر 2,656 أسرة كانت نسبة 46.4% منها لديها أطفال تحت سن الثامنة عشر تعيش معهم، وبلغت نسبة الأزواج القاطنين مع بعضهم البعض 37.4% من أصل المجموع الكلي للأسر، ونسبة 30.7% من الأسر كان لديها معيلات من الإناث دون وجود شريك،  بينما كانت نسبة 5.2% من الأسر لديها معيلون من الذكور دون وجود شريكة وكانت نسبة 26.7% من غير العائلات. تألفت نسبة 24.7% من أصل جميع الأسر من عدة أفراد يعيشون في نفس المنزل ونسبة 11.4% كانت تتألف من شخص يعيش بمفرده يبلغ من العمر 65 عاماً أو أكثر. وبلغ متوسط حجم الأسرة المعيشية 2.81، أما متوسط حجم العائلات فبلغ 3.35.
بلغ العمر الوسطي للسكان 31.4 عاماً. وكانت نسبة 32.1% من القاطنين تحت سن الثامنة عشر، وكانت نسبة 10.6% بين الثامنة عشر والرابعة والعشرين عاماً، ونسبة 25.4% كانت واقعةً في الفئة العمرية ما بين الخامسة والعشرين والرابعة والأربعين عاماً، ونسبة 19.5% كانت ما بين الخامسة والأربعين والرابعة والستين، ونسبة 10.7% كانت ضمن فئة الخامسة والستين عاماً فما فوق. يوجد لكل 100 أنثى 81.4 ذكر، ويوجد لكل 100 أنثى في الثامنة عشر من عمرها فما فوق 75.0 ذكر.
بلغ متوسط دخل الأسرة في المدينة 24,084 دولارًا، أما متوسط دخل العائلة فبلغ 29,408 دولارًا. وكان متوسط دخل الذكور 31,849 دولارًا مقابل 17,528 دولارًا للإناث. وسجل دخل الفرد الخاص بالمدينة 12,009 دولارًا. وكانت نسبة 32.8% من العائلات ونسبة 34.8% من السكان تحت خط الفقر، وكان من هؤلاء نسبة 49% تحت سن الثامنة عشر ونسبة 22.2% في الخامسة والستين من العمر وما فوق.

### تعداد عام 2010
بلغ عدد سكان دونالدسونفيل 7,436 نسمة بحسب تعداد عام 2010، وبلغ عدد الأسر 2,681 أسرة وعدد العائلات 1,869 عائلة مقيمة في المدينة. في حين سجلت الكثافة السكانية 755.7 نسمة لكل كيلومتر مربع (1,957.3/ميل2). وبلغ عدد الوحدات السكنية 3,011 وحدة بمتوسط كثافة قدره 306 لكل كيلومتر مربع (792.5/ميل2).
وتوزع التركيب العرقي للمدينة بنسبة 22.90% من البيض و76% من الأمريكيين الأفارقة و0.19% من الأمريكيين الأصليين و0.20% من الأمريكيين ذوي الأصول الآسيوية و0.20% من الأعراق الأخرى و0.51% من عرقين مختلطين أو أكثر و0.87% من الهسبانيون أو اللاتينيون من أي عرق.
بلغ عدد الأسر 2,681 أسرة كانت نسبة 40.7% منها لديها أطفال تحت سن الثامنة عشر تعيش معهم، وبلغت نسبة الأزواج القاطنين مع بعضهم البعض 32.9% من أصل المجموع الكلي للأسر، ونسبة 31.6% من الأسر كان لديها معيلات من الإناث دون وجود شريك،  بينما كانت نسبة 5.3% من الأسر لديها معيلون من الذكور دون وجود شريكة وكانت نسبة 30.3% من غير العائلات. تألفت نسبة 27.2% من أصل جميع الأسر من عدة أفراد يعيشون في نفس المنزل ونسبة 10.3% كانت تتألف من شخص يعيش بمفرده يبلغ من العمر 65 عاماً أو أكثر. وبلغ متوسط حجم الأسرة المعيشية 2.73، أما متوسط حجم العائلات فبلغ 3.35.
بلغ العمر الوسطي للسكان 33.4 عاماً. وكانت نسبة 29.3% من القاطنين تحت سن الثامنة عشر، وكانت نسبة 10.4% بين الثامنة عشر والرابعة والعشرين عاماً، ونسبة 22.8% كانت واقعةً في الفئة العمرية ما بين الخامسة والعشرين والرابعة والأربعين عاماً، ونسبة 24.7% كانت ما بين الخامسة والأربعين والرابعة والستين، ونسبة 12.9% كانت ضمن فئة الخامسة والستين عاماً فما فوق. وتوزع التركيب الجنسي للسكان بنسبة 45.5% ذكور و54.5% إناث.

## أعلام
- هوارد غرين
- ديف نيلسون
- إيفيت كان
- أوليفيا ألكسندر
- سارة إس. فانس